# Guillaume-Hyacinthe de Nassau-Siegen
Le prince Guillaume-Hyacinthe de Nassau-Siegen (3 avril 1667 à Bruxelles - 18 février 1743 à Hadamar) est un prince de Nassau-Siegen. Il a également réclamé la principauté d'Orange.

## Biographie
Guillaume-Hyacinthe est le fils du prince Jean-François Desideratus de Nassau-Siegen et Éléonore-Sophie de Bade, sa deuxième épouse. En 1695, il prend sa résidence à Siegen. Dans la même année, la ville est victime d'un grand incendie, qui brûle 350 bâtiments, deux églises et la cour Nassau, le siège de la famille régnante. Son père commence la construction d'un nouveau château à Siegen en 1696.
Du 17 décembre 1699 au 2 mars 1707, Guillaume-Hyacinthe est prince de Nassau-Siegen. Il a l'espoir d'hériter de beaucoup plus que la principauté de Nassau-Siegen, car il est l'un des plus proches parents de sexe masculin de Guillaume III d'Angleterre, et donc un héritier potentiel de ses vastes domaines en Allemagne et dans les Provinces-Unies. Cependant, Guillaume III  laisse ses biens par testament à Jean Guillaume Friso de Nassau-Dietz. Guillaume-Hyacinthe utilise plus tard le titre de Prince d'Orange dans le Brabant.
Il n'hérite même pas de toutes les richesses de son père, qui s'est remarié avec Isabella Clara du Puget de la Serre et a sept enfants avec elle. Dans son testament, il laisse un legs de 1100 Thalers par an. Ses deux fils ont chacun reçu 500 thalers par an et ses cinq filles de 200 thalers chacune. Guillaume-Hyacinthe conteste cela devant la Chambre impériale, cependant, il perd son procès en 1702.
Dans la même année, Guillaume III meurt en Angleterre. Guillaume-Hyacinthe se rend à Paris pour s'assurer le soutien de la France à l'égard de ses droits à l'héritage. Les autres demandeurs sont le roi Frédéric Ier de Prusse et Jean Guillaume Friso d'Orange, qui est désigné comme l'unique héritier de Guillaume III.
Le roi Louis XIV, cependant, montre peu d'intérêt pour soutenir un prince catholique sans puissance militaire. Guillaume-Hyacinthe s'est ensuite rendu dans la principauté d'Orange et annonce qu'il saisit la principauté. Louis XIV déclare que le Prince Henri-Jules de Condé est l'héritier légitime de la principauté d'Orange et l'occupe militairement. Henri-Jules transfère la principauté à la France. Dans le Traité d'Utrecht de 1713, les terres de la principauté sont attribués définitivement à la France.
Son train de vie somptueux, avec lequel il veut souligner son droit à l'héritage d'Orange, ses voyages et cadeaux ont un coût bien plus importants que ses revenus du duché de Nassau-Siegen. Guillaume-Hyacinthe s'endette auprès des banquiers De la Rhön et Schonemann de Francfort, avec la mise en gage des villages Wilnsdorf et Wilgersdorf pour 20 000 thalers. Il augmente les impôts de tout le pays à des niveaux intolérables. Une autre source de revenu sont les amendes excessives, qui portent atteinte à sa réputation dans son pays.
Son tempérament vif et son ambition sont redoutés dans sa propre famille. Lorsque son successeur Frédéric-Guillaume Ier de Nassau-Siegen exprime son mécontentement, Guillaume-Hyacinthe dirige les canons de son château vers celui de son frère afin de démontrer sa puissance. Frédéric Guillaume Adolphe poursuit ensuite son frère devant l'assemblée du cercle de Westphalie. Lorsque Guillaume-Hyacinthe visite la cour de Vienne, en 1705, afin de mobiliser un soutien pour sa demande d'héritage, Siegen est occupée par les troupes de Nassau et la Prusse. Les gens se sont révoltés et ont pillé et désarmé son château.
Le nombre de plaintes au sujet de sa conduite continue d'augmenter. Le 15 juillet 1706, Siegen est de nouveau occupée par les troupes de duché de Palatinat-Neubourg et de la Prusse, à la demande du Conseil aulique. Le chancelier Colomba, qui joue un grand rôle dans la tyrannie de Guillaume-Hyacinthe, est arrêté le 20 décembre 1710 et exilé de l'Empire allemand pour la vie. Guillaume-Hyacinthe fuit lui-même vers Hadamar, chez son cousin, François-Alexandre de Nassau-Hadamar.
La révolte continue contre son règne de terreur. Le 29 mars 1707 Guillaume-Hyacinthe fait décapiter Friedrich Flender von der Hardt, un leader présumé d'insurgés, sans aucune forme de procès. L'empereur Joseph Ier profite de cette occasion pour priver Guillaume-Hyacinthe de sa principauté. Elle est temporairement administrée par deux conseillers impériaux et ensuite transmise à Frédéric-Guillaume Ier de Nassau-Siegen. En 1713, la France retire le titre de comte de Chalon à Guillaume-Hyacinthe.
Il reçoit une rente annuelle de 4000 thalers. Les actifs restants sont utilisés pour payer les pensions de sa belle-mère et de ses frères et sœurs, ses créanciers et une dette d'honneur à la famille de Friedrich Flender. Guillaume-Hyacinthe s'est plaint à l'empereur et à la Diète de Ratisbonne, toutefois, sa plainte n'a pas rencontré le succès.

## Mariages et descendance
Guillaume-Hyacinthe est marié trois fois. Sa première femme est Marie-Françoise de Fürstenberg-Heiligenberg, qu'il épouse le 9 avril 1687 à Liège. Elle est décédée le 7 juin 1691. Avec elle il a trois enfants:
- Joseph Jacinthe (1688-1688)
- François-Joseph (1689-1703)
- Une fille (1691-1692)

Sa seconde femme est Marie Anne de Hohenlohe-Waldenbourg-Schillingsfürst, qu'il épouse le 22 mai 1698 à Francfort. Avec elle il a une fille:
- Anne Marie Josepha (1704-1723)

Seule sa troisième épouse, la comtesse Sophie de Starhemberg, qu'il épouse le 28 juillet 1740 à Vienne lui survit. Elle est décédée le 12 décembre 1773. Ce mariage n'a pas d'enfant.